# 陸軍中野学校 (映画)
『陸軍中野学校』（りくぐんなかのがっこう）は、1966年公開の日本映画。監督：増村保造、製作・配給：大映。主演：市川雷蔵。『陸軍中野学校シリーズ』の第1作。
戦前から戦中にかけて実在した大日本帝国陸軍のスパイ養成機関・陸軍中野学校の学生となった青年将校と、彼を追ううちに彼らと戦うスパイになっていく恋人を主人公に、戦争の悲劇を描く。それまで時代劇を中心に活躍していた市川雷蔵が、時代劇以外のジャンルに主演として出演した異色作である。興業的にも成功し、その後5作にわたりシリーズ化された（後述）。
封切り時の併映作品は『酔いどれ博士』。

## ストーリー

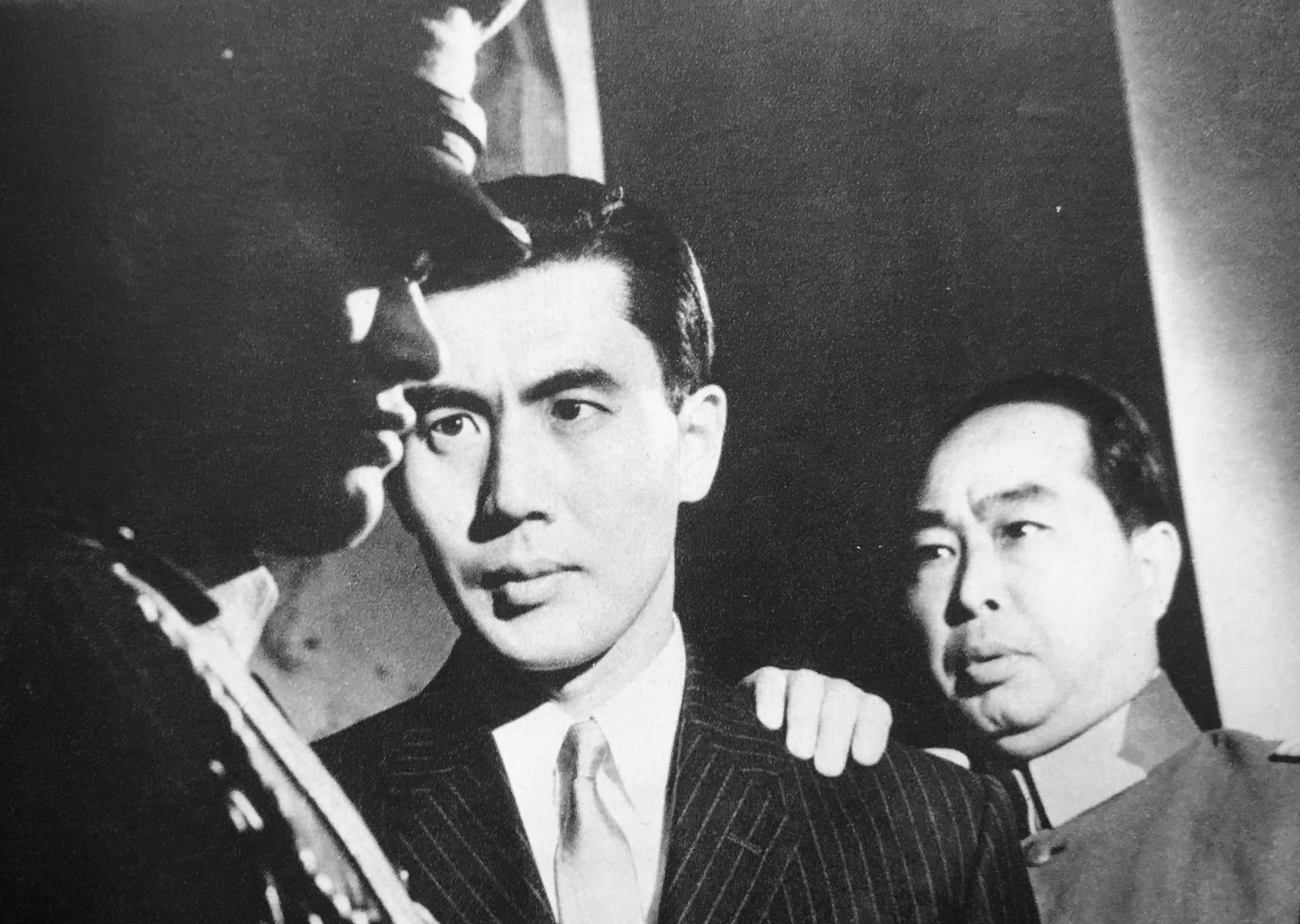
市川雷蔵、加東大介

1938年10月。三好次郎陸軍少尉は、所属する連隊で草薙中佐と名乗る人物を訪問し、次々とクイズのような質問を浴びせられるが、すべてに的確に答える。その1週間後、三好は極秘出頭命令を受け、母・菊乃と婚約者・雪子には出張と偽り、東京・九段の靖国神社近くのバラックに向かう。そこには三好をはじめ18人の若い陸軍少尉が集められていた。背広姿で彼らの前に現れた草薙は、陸軍士官学校出身の純軍人で構成された参謀本部とは違う、世間離れしていない優秀なスパイを養成すべく、陸軍予備士官学校出身者を集めたことを明かす。三好らは変名を与えられ、軍服の着用および、軍隊用語の使用を禁じるよう申し渡される。
18人は九段から中野電信隊跡の空き建物に移動し、「中野学校」が正式に開校した。三好らは1年間にわたり、軍人でないあらゆる分野の教官から、柔道、外国語、政治学、航空機の操縦をはじめ、諜報において必要な技術――変装、窃盗術、ダンス、料理、そして房中術（サラリーマンの団体を装った遊廓での実習が行なわれた）を教授される。過酷な訓練は、自殺者や粛清者を出す。
一方、音信不通となった三好を探す雪子は、彼を探す手がかりを求めて、外資系の貿易会社をやめ、参謀本部の暗号班にタイピストとして勤めはじめる。ある日、雪子は前の職場のイギリス人社長・ベントリイに呼び出される。ベントリイは「三好は理不尽な理由で軍法会議にかけられ、銃殺刑となった」と嘘を告げ、「日本陸軍の暴走を止めるために力を貸してくれ」と、雪子に参謀本部内の機密情報の持ち出しを依頼する。三好の死を信じ込んだ雪子はそれに応じる。
1年間の訓練を経て中野学校の卒業間近、草薙は三好ら生徒三名に、横浜のイギリス領事館に保管されている外交電信暗号のコードブックの内容を入手する任務を課した。三好は、警視庁で勾留中のアメリカ帰りの洋裁師に成りすまして、酒場でのポーカーを介して領事館員のダビッドソンに接近し、領事館に自由に出入りする身分となる。その間に他の生徒が出入りの料理人を買収して領事館に忍び込み、コードブックの内容入手に成功する。しかし参謀本部暗号班の前田大尉にコードブックが渡った直後、暗号の内容はすぐに変更されてしまった。前田は草薙のもとに乗り込み、作戦に失敗した中野学校の存在に苦言を呈する。
三好らは「暗号班から情報が漏れたのではないか」と不審に感じ、参謀本部を訪れて手がかりを探る。三好はそこで勤務中の雪子の姿を認める。三好は雪子を尾行し、彼女がベントリイに紙片を手渡すところを目撃する。雪子は取り扱った電文などの業務内容を、イギリス諜報機関の手先であるベントリイに渡していたのだった。引ったくりを装って雪子からカバンを奪った三好は、彼女が記した手帳の内容から真相を理解し、イギリス側にコードブックの変更をさせた張本人が雪子とベントリイであることを確信する。中野学校生の報告を受け、憲兵隊がベントリイの自宅に踏み込むが、彼は自殺を図る。
同じ夜、三好は雪子の自宅を訪ねる。雪子は再会を喜ぶ。三好は雪子を食事に誘い、ホテルへ入る。三好は再会を祝してワインのボトルを開け、ともに飲み干す。三好は雪子のグラスに毒薬を仕込み、雪子だけが息絶える。三好は雪子の筆跡をまねて、彼女がスパイであったことを告白する旨の遺書をしたためて自殺を偽装し、ホテルを去る。責任を問われた前田は謹慎を命じられる。
中野学校内で、卒業を祝う食事会が開かれる。卒業生たちは一期生の誇りを喜び合うが、三好の心は晴れなかった。中国潜入の司令が下った三好は、雪子のスパイ行為の証拠品である手帳を焼き捨て、黙って汽車に乗り込んだ。

## 出演者
主要なキャストのみ表記する。順は本作冒頭のタイトルバックに、役名の一部は国立映画アーカイブに基づく。
- 市川雷蔵 - 三好次郎＝椎名次郎
- 加東大介（東宝） - 草薙中佐＝社長
- 待田京介 - 前田大尉
- E・H・エリック - オスカー・ダビッドソン（領事館員）
- 小川真由美 - 布引雪子（次郎の婚約者）
- 村瀬幸子 - 三好菊乃（次郎の母）
- 早川雄三 - 岩倉大佐（陸軍参謀本部）
- 仲村隆 - 杉本（中野学校生）
- 森矢雄二 - 久保田（中野学校生）
- ピーター・ウィリアムス - ラルフ・ベントリイ
- 仁木多鶴子 - はる恵（バーのホステス）
- 穂高のり子 - バーのマダム
- 新宮信子 - 伯爵夫人
- 田中三津子 - 芸者B
- 三夏伸 - 手塚（中野学校生）
- 喜多大八 - 森（中野学校生）
- 佐山真次 - 浜田（中野学校生）
- 河島尚真 - 高山（中野学校生）
- 南堂正樹 - 中西（中野学校生）
- 井上大吾 - 甲斐（中野学校生）
- 九段吾郎 - 宮木（中野学校生）
- 守田学 - 連隊区司令部将校
- 夏木章 - 中野学校教官C
- 小山内淳 - 中野学校教官F
- 伊東光一 - 中野学校教官A
- 高村栄一 - 警視庁捜査係長
- 春本泰男 - 李思明（領事館の料理人）
- 中条静夫 - 中野学校教官E
- 伊達正 - 金庫破りの名人（中野学校教官）
- 杉森麟 - 中野学校教官B
- 橋本力 - 憲兵少佐
- 中田勉 - 佐倉連隊准尉
- 志保京助 - 原口（洋裁師）
- 飛田喜佐夫 - 中野学校教官D
- 三島愛子 - 芸者A
- 大橋一元 - 中野学校生A
- 松村若代 - ベントリイ邸の家政婦
- 松浦いづみ - 芸者C

## スタッフ
順（監督を除く）と職掌は本作冒頭のタイトルバックに基づく。
- 監督 - 増村保造
- 企画 - 関幸輔
- 脚本 - 星川清司
- 原作 - 畠山清行、日下部一郎（ノンクレジット）
『週刊サンケイ』掲載・サンケイ新聞出版局刊『陸軍中野学校』より
弘文堂刊『謀略太平洋戦争』より
- 撮影 - 小林節雄
- 録音 - 渡辺利一
- 照明 - 渡辺長治
- 美術 - 下河原友雄
- 音楽 - 山内正
- 監修 - 日下部一郎
- 編集 - 中静達治
- 助監督 - 崎山周
- 製作主任 - 渡辺俊策
- スチール - 薫森良民（ノンクレジット）[2]

## 陸軍中野学校シリーズ
- 陸軍中野学校
- 陸軍中野学校 雲一号指令 （1966年9月17日公開）: 監督：森一生、脚本：今井ひろし
- 陸軍中野学校 竜三号指令（1967年1月3日）: 監督：田中徳三、脚本：長谷川公之
- 陸軍中野学校 密命（1967年6月17日公開）: 監督：井上昭、脚本：舟橋和郎
- 陸軍中野学校 開戦前夜（1968年3月9日公開）: 監督：井上昭、脚本：長谷川公之